# Leighton, Iowa
Leighton är en ort i Mahaska County i Iowa. Orten har fått sitt namn efter järnvägsfunktionären William Leighton som hade kommit till USA från Skottland. Vid 2010 års folkräkning hade Leighton 162 invånare.